# Lo Stato
Lo Stato è stata una rivista di scienze politiche, giuridiche ed economiche italiana, fondata dal giurista e politologo Carlo Costamagna e dall'economista e deputato del PNF Ettore Rosboch nel 1930, proseguì le pubblicazioni fino al 1943.

## Fondazione
Lo Stato si presenta come rivista diretta da Rosboch e Costamagna fino al marzo 1931. Poi fondata da Rosboch e Costamagna, perché Rosboch, chiamato a un incarico di governo nel febbraio 1931, si ritirò dalla direzione. La formula fondata da Rosboch e Costamagna continuò a essere utilizzata fino alla fine del 1934. Dal primo numero del 1935 lo Stato è presentato come una rivista diretta da Carlo Costamagna. E tale resterà fino al 1943.
Va notato che la rivista fu fondata, non casualmente, nell'anno che per molti doveva segnare lo spartiacque fra la fase sindacale e quella propriamente corporativa del fascismo, con l'estensione dell'ordinamento corporativo dai rapporti di lavoro ai rapporti economici e alla disciplina della produzione. Il vivaio intellettuale da cui la rivista attinse - che ruotava intorno alla Scuola di Scienze Corporative (ed al connesso Collegio Mussolini) di Pisa - può essere visto "come un grande tentativo di creare l'élite di uno Stato interventista, di uno Stato moderno", nella consapevolezza del fatto "che lo stato fascista, uno stato che si assumeva funzioni e responsabilità diverse e più ampie di quello dello stato liberale, non potesse fare a meno di una classe dirigente dotata di una preparazione tecnica adeguata ai compiti che gli venivano affidati".

## La missione
Le ragioni della pubblicazione della nuova rivista, furono precisate dall'inizio da Giuseppe Bottai una cui lettera-programma apre il n. 1. Si trattava di guidare e sollecitare uno sforzo di ‘'sistemazione dottrinale del fascismo'’ ispirato ai principi del corporativismo. Questo mandato viene ribadito nello stesso numero da una nota della Direzione della rivista che afferma che Lo Stato doveva:
()
La missione fu interpretata come inderogabile, ovvero tale da richiedere la più assoluta intransigenza. Ma i risultati non furono brillanti. Le deviazioni dalla strada tracciata sono continuamente denunciate dalla direzione della rivista, e dai suoi principali collaboratori.
Nel 1935 è aperto sulla rivista un dibattito sui contenuti della nuova scienza dello Stato con un saggio dello studioso austriaco, Walter Heinrinch, allievo di Othmar Spann. Nel commentare questo lavoro la direzione della rivista osserva che "l'esigenza di un profondo rinnovamento delle discipline filosofiche, giuridiche, economiche e in genere scientifiche" non ha trovato fino a quel momento risposte adeguate. E prosegue: "per ottenere una trasformazione durevole bisogna scoprire e eliminare quei focolai della malattia, che si celano negli strati culturali e intellettuali di una nazione"
Ricostruendo questi eventi è stato osservato che l'intento di Costamagna era quello di “tentare una riqualificazione della rivoluzione fascista «culturizzandola» … per inquadrarla come estremo tentativo della civiltà occidentale di reagire alle incongruenze della liberaldemocrazia ricostruendo tutti i settori della vita associata iniziando col ripulirli dagli inquinamenti illuministici”.
Com'è stato osservato, Lo Stato ha dunque mantenuto nei primi anni un carattere di palestra nel senso che nelle sue pagine si incrociarono, ma non sedimentarono, le più diverse e contrastanti letture del corporativismo. Ma l'elemento caratterizzante è stata la figura del suo direttore con la campagna da lui condotta a favore di un concetto essenzialmente politico di diritto, funzionale a una concezione 'integrale', totalitaria, del nuovo ordine. Una volta divenuto, dopo alcune incertezze e ambiguità, propugnatore dell'alleanza con la Germania hitleriana e successivamente dell'entrata in guerra dell'Italia, Costamagna utilizzò la rivista per appoggiare le leggi razziali. In quest'ultimo periodo la sua attività fu volta a impostare la campagna antisemita nei termini di uno 'scontro di civiltà', avallando, sotto l'influenza di Julius Evola, la tesi di un ‘razzismo spiritualista’ come peculiare del fascismo italiano.
La rivista chiuse alla fine del 1943.

## I collaboratori
Tra i collaboratori della rivista possono essere ricordati: Carlo Curcio, Sergio Panunzio, Giacomo Perticone, Julius Evola, Carl Schmitt, Othmar Spann, Pietro De Francisci, Arturo Carlo Jemolo, Costantino Mortati, Alfonso Sermonti, W. Stapel, René Guénon, Gustavo Del Vecchio, Ludwig L. Lachman, C.E. Ferri, Arrigo Serpieri, Arrigo Solmi. Appaiono come collaboratori anche i giovanissimi Giuliano Vassalli e Franco Modigliani. Redattori capo furono nel tempo Agostino Nasti, Vezio Crisafulli, Aldo Buffa.

## Altre riviste omonime
Negli anni '60 Lo Stato fu una rivista di stampo "tambroniano" cui collaborò anche Gianni Baget Bozzo.
Nel 1997 e per un biennio, fu pubblicato un settimanale con lo stesso nome, diretto da Marcello Veneziani.